# Тримеризация

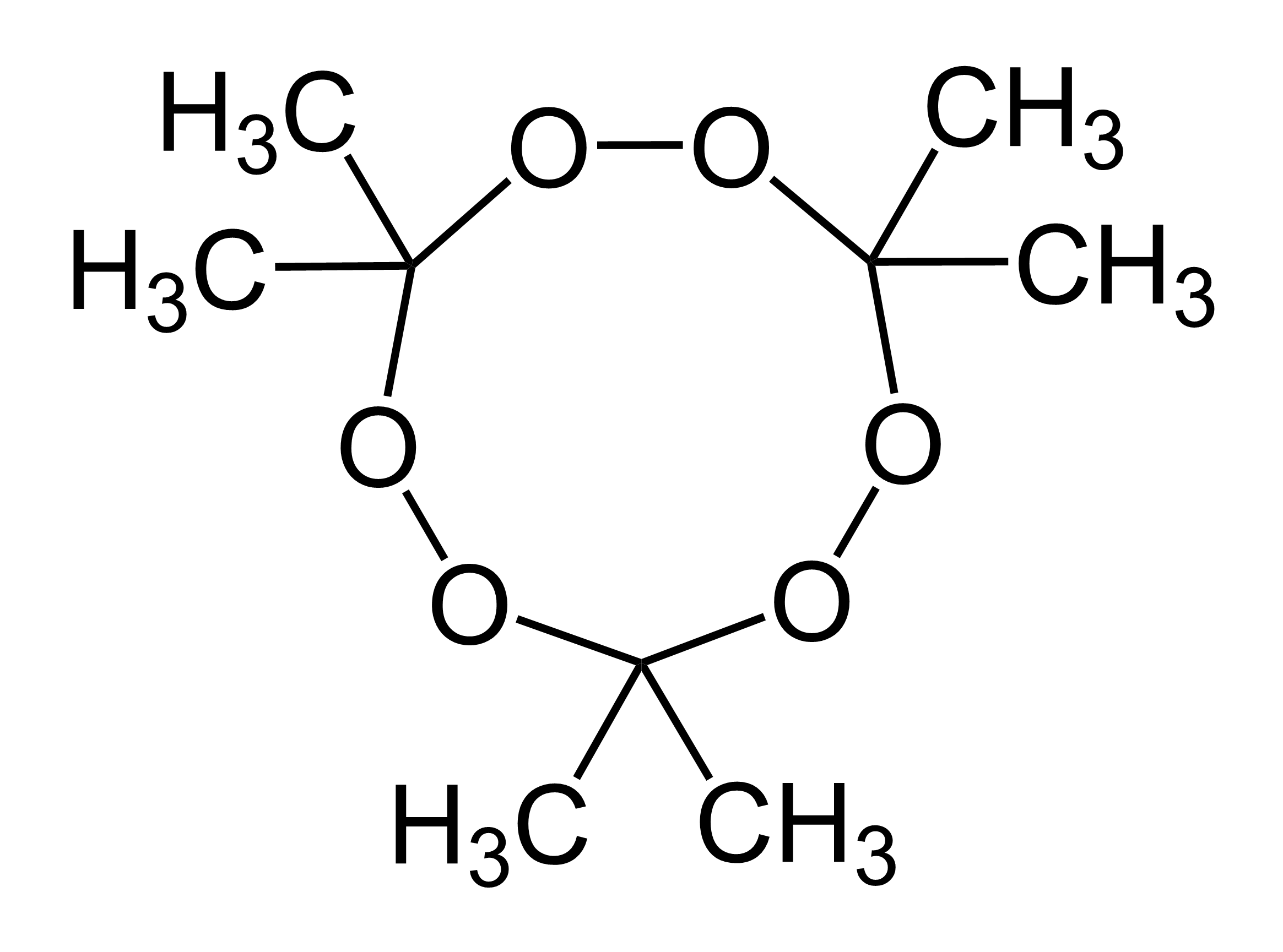
Триперекись ацетона. Тример перекиси ацетона, составлен из трёх одинаковых мономеров
(CH_{3})_{2}—C—O—O—

Тримеризация (от tri-, «три» и -mer, др.-греч. μέρος «часть») — образование олигомера из трёх молекул. Зачастую тримеризация является промежуточной стадией полимеризации: например, диметилсиландиол полимеризуется в полидиметилсилоксан, при этом на одной из стадий образуется тример:
Me2Si(OH)2 + (HO)2SiMe2 → Me2(OH)Si-O-Si(OH)Me2 — димер
Me2(OH)Si-O-Si(OH)Me2 + (HO)2SiMe2 → Me2(OH)Si-O-SiMe2-O-Si(OH)Me2 — тример
Me2(OH)Si-O-SiMe2-O-Si(OH)Me2 + (HO)2SiMe2 → Me2(OH)Si-O-SiMe2-O-SiMe2-O-Si(OH)Me2 — тетрамер
и так далее до Me2(OH)Si-O-[SiMe2-O-]nSi(OH)Me2 (n>100) — полимер

## История

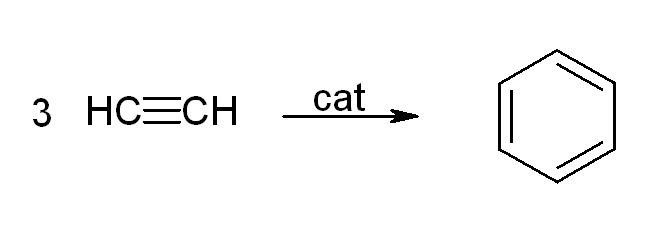
Получение бензола методом Реппе

Реакции тримеризации были известны еще в XIX веке, например получение бензола из ацетилена связывают с именем Марселена Бертло, работы которого были начаты в 1851 году. Однако, продуктом реакции по методу Бертло, протекавшей при высокой температуре, являлась, кроме бензола, сложная смесь компонентов. Лишь в 1948 году В. Реппе удалось найти подходящий катализатор  - никель - для снижения температуры реакции. В настоящее время такие и подобные реакции классифицирутся как тримеризация через разрыв тройной связи. Сюда входит, например, указанная выше реакция тримеризация алкинов (получение бензола) или первая описанная 1866 году Марселеном Бертло реакция об опыте цикломеризации с получением ароматических соединений, циклизации ацетилена в бензол. В реакции Реппе при тримеризации ацетилена получают бензол:

## Другие реакции с разрывом тройной связи

### Разрыв углеродных гетеро-связей с образованием симметричных ненасыщенных 1,3,5-гетероциклов
Симметричные 1,3,5-триазины получают путём тримеризации определенных нитрилов, таких как хлорциан или цианамид.
Цианурхлорид получают в две стадии из цианистого водорода через хлорциан, который тримеризируют при повышенных температурах в присутствии углеродного катализатора:
HCN + Cl2 → ClCN + HCl

В 2005 году было произведено около 200 000 тонн соединения.
Цианурбромид получают аналогично путём циклотримеризации бромциана:
3 BrCN → (BrCN)3
Получение циануровой кислоты промышленным способом влечёт за собой термическое разложение мочевины с выделением аммиака. Преобразование начинаеися примерно при 175°C:
3 H2N-CO-NH2 → [C(O)NH]3 + 3 NH3

#### Синтез меламина
Эндотермические синтез меламина может быть разложен на два этапа. Сначала мочевина разлагается на изоциановую кислоту и аммиак в ходе эндотермической реакции:
(NH2)2CO → HOCN + NH3
Затем циановая кислота полимеризируется с образованием циануровой кислоты, которая конденсируется с освобождением аммиака на первой стадии, чтобы высвободить меламин и воду.
3 HOCN → [C(O)NH]3
[C(O)NH]3 + 3 NH3 → C3H6N6 + 3 H2O
Затем эта вода реагирует с синильной кислотой на текущей стадии, что помогает довести реакцию тримеризации, образуя диоксид углерода и аммиак.
3 HOCN + 3 H2O → 3 CO2 + 3NH3
В общей сложности, второй этап является экзотермической реакцией:
6 HCNO + 3 NH3 → C3H6N6 + 3 CO2 + 3NH3
но весь процесс является эндотермическим.

## Тримеризация с двойной связью
Помимо реакций с разрывом тройной связи (первые описанные в научной литературе реакции тримеризации), можно аналогично выделить реакции с разрывом двойной связи. 

### Тримеризациядиенов
1,5,9-цис-транс-транс-Циклододекатриен C12H18 имеет некоторое промышленное значение и получается путём циклотримеризации бутадиена с тетрахлоридом титана и алюминийорганического соединения для дополнительного катализа:
Катализируемая серной кислотой тримеризация ацетона путём альдольной конденсации даёт в результате мезитилен.

### Разрыв углеродных двойных гетеро-связей с образованием симметричных насыщенных 1,3,5-гетероциклов
Циклотримеризация формальдегида даёт 1,3,5-триоксан:
1,3,5-Тритиан является циклическим тримером и одной из нестабильных форм тиоформальдегида. Этот гетероцикл состоит из шестичленного кольца с чередующимися метиленовыми связями и тиоэфирными группами. Его получают путём обработки формальдегида сероводородом.
Три молекулы ацетальдегида конденсируются для образования паральдегида, циклического тримера, имеющего одинарную связь C-O.